# Maria-Anna-orde
De Maria-Anna-Orde (Duits: Maria-Anna-Orden) was een damesorde van het koninkrijk Saksen. De Saksische kroon beschikte in de Sidonia-orde al over een damesorde maar de koning stichtte in 1906 deze tweede liefdadige orde. De orde was naar zijn moeder koningin Maria Anna genoemd. De orde had twee, later vier graden.

## De graden van de orde
- Kruis der Ie Klasse met Kroon.[1]
- Kruis der IIe Klasse[2]

Ingesteld in 1907.
- Kruis der IIIe Klasse[3]

Ingesteld in 1913.
- Het Maria-Anna-Kruis[3]

Het kleinood was een klein kruisje met gebogen armen en het portret van de koningin op een gouden medaillon. Het portret is los gegoten en op het kruis vastgezet. De keerzijde is gelijk aan de voorkant maar draagt in plaats van een portret de initialen "MA". Op de witte ring daaromheen staan op beide zijden gouden arabesken. De armen zijn donkerblauw geëmailleerd.
Men droeg de orde aan een lichtblauwe strik op de linkerschouder.
De orde werd in 1918, na de val van de Saksische monarchie, afgeschaft.
Onder de dragers vinden we de joodse feministe en hervormster Henriette Goldtschmidt.